# 高官庄镇
高官庄镇，是中华人民共和国河北省保定市涿州市下辖的一个乡镇级行政单位。

## 行政区划
高官庄镇下辖以下地区：
白官屯村、智军庄村、北高官庄村、新田官屯村、旧田官屯村、郝各庄村、永合庄村、三合屯村、老小庄村、五兴庄村、苗官屯村、汪辛庄村、解家楼村、西下庄村、上庄村、黄各庄村、交渠村、台头村、南高官庄村、古庄头村、小张庄村、崔庄村、小王庄村、蒋庄村、老张庄村、东下庄村、辛庄村、辛庄户村、西双铺头村、王御史庄村、南辛村和马庄村。